# Зааятське
Заая́тське (каз. Зааят) — село у складі Денисовського району Костанайської області Казахстану. Входить до складу Аятського сільського округу.
Населення —  (2021; 766 у 2009, 877 у 1999,  у 1989).
У радянські часи село називалось Зааятський.